# Malacopsyllidae
Malacopsyllidae (лат.) — семейство блох.
Южная Америка. 2 вида в двух родах. 

## Описание
Имеют некоторые общие признаки с блохами семейств Rhopalopsyllidae, Pulicidae и Tungidae. Предки этого семейства видимо мигрировали из Африки в Южную Америку на грызунах.
Яйца представителей этого семейства (M. grossiventris и Phthiropsylla agenoris обладают очень крупными размерами (719—800 µm), что больше чем яйца любых других исследованных видов блох (<600 µm); длина/ширина = 2,0, в то время как у других видов оно как правило, варьирует от 1,6 до 1,8.
Эти неотропические блохи прикрепляются к вентральным отделам броненосцев (Dasypodidae: Cingulata), поэтому блохи не прогрызают через остеодерму, как у Tungidae. Хотя Malacopsyllidae в основном связаны с броненосцами, эти блохи не проникают в остеодермы, как Tungidae. Эти блохи также были собраны на грызунах Caviomorpha и хищных Carnivora. Malacopsyllidae имеют необычайно сильные ноги, расширяющееся за счет неосомии брюшко и крупные яйца. С филогенетической точки зрения существует тесная связь между Malacopsyllidae и Rhopalopsyllidae, но Malacopsyllidae является монофилетическим. Поскольку многие Cingulata вымерли, особенно крупные, такие как пампатериды и глиптодонты, Malacopsyllidae сохранились как реликтовые специалисты по нишам сохранившихся броненосцев.
- Malacopsylla Weyenbergh, 1881
  - Malacopsylla grossiventris (Weyenbergh, 1879)
- Phthiropsylla Wagner, 1939
  - Phthiropsylla agenoris (Rothschild, 1904)